# 京いちにち
『京いちにち』（きょういちにち）は、NHK京都放送局で放送されている平日夕方の『NHKニュース』の京都府内向けローカルニュース番組。

## 概要・歴史
京都府内の府域放送にて放送されている数少ない京都府域のローカルニュース番組である一方で、『ニュースほっと関西 → ほっと関西』で放送されたものなど、京都府以外の関西各地のニュース・リポートも放送されている。
2003年3月31日、『ニュース630京いちにち』として放送を始め、同年9月29日より放送時間を拡大し『ニュース610京いちにち』となる。
2011年3月11日の東日本大震災発生後、しばらく放送を休止していたが、2011年3月下旬からは18:30までは『震災に負けない ゆうどきネットワーク』をネット受け放送し、18:30～18:59の暫定短縮放送となっていた。また、2011年4月末で東京からの気象情報ネット受けをいったん打ち切り、5月からは全編独自の編成となった。
2011年6月13日からオープニング曲の復活や、立って挨拶して日付曜日を言うなど3月11日以前の通常編成に戻り、気象情報も全国版を東京からの裏送りに戻した。
2012年4月2日からオープニング曲も一新し、内包の形で18:40から18:52までの12分間、大阪局から2府4県向けに『ニューステラス関西』を同時放送していた。
2015年3月27日で『ニュース610京いちにち』としての放送は終了、3月30日からは再び『ニュース630京いちにち』として放送を開始した。
2017年4月からはエンディング曲に、くるりの岸田繁が作曲した「宿はなし」のオーケストラ版（演奏は京都市交響楽団）を採用 。
2019年4月1日からオープニング曲、エンディング曲を一新。気象予報士がレギュラー出演し、気象情報の発信強化を図る。
2022年4月1日からオープニング曲、エンディング曲、番組ロゴを一新し、キャッチフレーズに“今日を速く、京を深く”を採用。
2022年10月3日放送分から放送常時同時配信・見逃し番組配信サービス「NHKプラス」で本番組の見逃し配信を開始した。
2024年4月1日からオープニング曲につじあやのの「明日きっと」を起用し、番組ロゴも一新。ロゴ上での名称が『京いちにち』に変更される。

## 放送時間
- 平日 18:30 - 18:59（JST）
  - 祝日・年末年始は休止となり、18:45 - 18:59（年末年始は18:50 - 19:00）に拠点の大阪放送局から「関西のニュース・気象情報」を同時ネットしたあと、『NHKニュース7』に接続する。
  - また、通常の平日であっても特設ニュースやオリンピック放送などで全国的な特別編成が組まれた場合や、春の大型連休の谷間・お盆・年末年始（12月28日までと1月4日以降）には短縮・休止となる場合がある。あらかじめ1週間程度前から休止となることがはっきりしている場合には、18:45 - 18:59に振替の府内ニュース・気象情報をしたあと、『ニュース7』に接続する[5]。

### タイムテーブル
- 18:30 オープニング、京都府内のニュース
- 18:45頃 特集コーナー（後述）
- 18:53頃 全国と京都府の気象情報（2019年3月までは女性キャスターが気象情報を読み上げていたが、同年4月からは気象予報士が担当）
- 18:55頃 本日取り上げたニュースをヘッドラインで振り返り（中止の場合あり）
- 18:56頃 お便りコーナー
- 18:58頃 翌日の内容紹介、エンディング

## 2024年度の出演者
メインキャスター
- 岩槻里子（京都局アナウンサー・2024年4月1日[6] - ）

サブキャスター
- 寺内皓大（京都局アナウンサー・2024年9月2日[7] - ）

- 石井美江（京都局契約キャスター・2022年4月4日 - 2024年4月19日[8][9]、2024年10月7日 - ）

リポーター
- 菅江隆一（京都局契約キャスター・2023年4月 - ）

気象予報士
- 栗原めぐみ（2021年3月29日 - ）

## 2024年度のコーナー
月曜日
- めぐみの空（2021年4月 - ）気象予報士の栗原が京都の「気象にまつわる四季折々の話題」を伝える。[10]
- 開局90年企画 あの日の京都 （2022年4月 - ・月1回） [11]

火曜日
- 京の特集（不明 - ）

水曜日
- 京の推しレシピ（2022年4月 - ）京都が誇る「食」の専門家が週替わりで出演。和洋問わず、プロの料理人・料理研究家がその技を紹介。[12]

木曜日
- こえきく!!（2022年 - ） 府民の身近な悩みや調べて欲しいことなどをスタッフが調査。[13]

金曜日
- 京のええとこ連れてって（不明 - ）[14] 出演者が府内のガイドブックには載っていない「ええとこ」を訪ねる名物コーナー。以前は市町村単位で訪れていたが、2022年現在は市町村の地区単位や京都市内の通り単位で訪問している。コーナー開始から2022年4月8日までのオープニング曲はジョニー・ドッズの「Melancholy」

不定期
- 京都千年蔵（2021年 - ）世界一、古文書が多く眠っているといわれる町・京都の古文書・絵画・仏像など、蔵に眠る文化財を専門家が徹底調査。[15]
- ミステリークッキング（2022年3月 - ）
- もっと知りたい光る君へ（2024年 - ）

## 過去のコーナー
月曜日
- オコシヤス京都放送局
- 被災地と京都（月1回）
- ここが知りたい天気のツボ
- 矢澤つよしの京の空（2019年4月 - 2021年3月） 気象予報士の矢澤が京都ならではの天気の特徴や季節の話題を解説 [16]

火曜日
- 名匠のてのひら
- 最先端の匠たち
- 京の食文化ハレの日ケの日
- 京都思い出シアター（月1回）
- 学食へ行こう → ガクメシ（府内の大学や専門学校、高校の学食を訪ねるコーナー）
- 京都カルチャー
- おでかけナビ（2019年4月- 不明） 京都府内のイベント、おでかけ情報 [16]
- ワタシの半径5m（不明 - 2021年3月）

水曜日
- 京これ（不明 - 2021年3月） リポーター陣が京都のトレンド情報を取材するコーナー [17]
- きょうとSDGs（2021年4月 - 2022年3月）京都暮らしの達人にその知恵を教わる。[17]
- 京の知恵袋 （2021年 - 2022年3月）週替りでその道の達人を迎え、とっておきの知恵を授かる。[18]

木曜日
- 京のこの人
- 京のキラ星（月1回）
- 京都プレミアムインタビュー（月1回）
- おでかけライブ
- 京都クローズアップ
- 京のしごとメシ（府内の特色ある社員食堂を訪ねるコーナー）[16]
- はてなリサーチ（2021年4月 - 2022年）あなたの身近な「？」をディレクター・リポーターが取材。[19]

金曜日
- 京のお参りええ話（月1回。「京のええとこ連れてって」の神社仏閣版）

曜日不明
- 京の守り人（2017年4月 - 不明。時代とともに変わりゆく京都でこの街の未来を担う“守り人”を発掘する）[1]

## 気象情報の予報地点
- 京丹後
- 宮津
- 舞鶴
- 福知山
- 美山
- 園部
- 京都
- 京田辺

気象情報内では「市」「町」を省略している。

## 過去の出演者

### 歴代のキャスター

#### 男性
- 今城和久
- 平野哲史
- 鹿沼健介
- 吉田浩
- 飯島徹郎
- 吉田賢
- 吉田一貴
- 網秀一郎
- 一橋忠之
- 金城均（2014年4月 - 2017年3月[20]）
- 丹沢研二（2015年4月6日[21] - 2019年3月・隔週で担当）[22]
- 酒井良彦（2017年4月10日[23] - 2019年3月・隔週で担当）
- 江原啓一郎（2019年4月1日 - 2021年3月26日）
- 竜田理史（2021年3月29日[24] - 2024年8月23日）

#### 女性
- 影谷かおり
- 大槻直美
- 南部志穂
- 大野美亜
- 田畑智佳子
- 藤井志保
- 楠井まどか
- 金谷有希子
- 千賀絢子
- 鈴木愛悠
- 小野田真由美（2012年 - 2017年3月[25]）
- 去来川奈央
- 北浦静香（2017年4月10日 - 2019年3月29日・隔週）2016年4月- 2017年3月まではリポーター [26]
- 寺田有希[27]（2019年4月8日 - 2021年3月26日・隔週）
- 荒山沙織（2017年4月3日[28] - 2022年4月1日 、2024年5月13日[29]  - 9月27日・隔週）
- 小谷麻菜美（2021年3月29日 - 2022年3月・隔週）2018年4月2日 - 2021年3月26日まではリポーター

### 歴代のリポーター
- 松岡正美
- 石橋有
- 神谷斉子
- 長尾聡子
- 田中里香
- 笹倉千裕
- 水口美希
- 山住悠
- 古澤のぞみ
- 松田玲奈
- 加藤夏海（2015年4月 - 2016年3月[30]）
- 井上あさひ
- 西池沙織
- 山内美和（2012年4月9日 - 2019年3月29日[31]）
- 北浦静香（2016年4月 - 2017年3月[30]。同年4月からキャスターに昇格）
- 磯野悠香（2019年4月5日 - 2021年3月17日）
- 小谷麻菜美 （2018年4月2日 - 2021年3月26日。同年3月からキャスターに昇格）
- 猪崎由華（2017年4月 - 2022年4月1日）
- 大森華子（2021年4月 - 2023年3月）
- 平田惟（2021年4月 - 2024年3月）

### その他
- 南利幸（気象予報士・不明 - 2019年3月）「ここが知りたい天気のツボ」のコーナーを担当。
- 矢澤剛（気象予報士・2019年4月1日 - 2021年3月26日）

## 京都局夕方ニュースの変遷
- 「ニュースかんさい 京都発」18:45 - 19:00（2002.10 - 2003.3.28）
- 「ニュース630 京いちにち」18:30 - 19:00（2003.3.31 - 2003.9.26）
- 「ニュース610 京いちにち」18:10 - 18:59（2003.9.29 - 2015.3.27）
- 「ニュース630 京いちにち」18:30 - 18:59（2015.3.30 - 2024.3.29）
- 「京いちにち」18:30 - 18:59（2024.4.1 - 継続中）